# Муатамадият

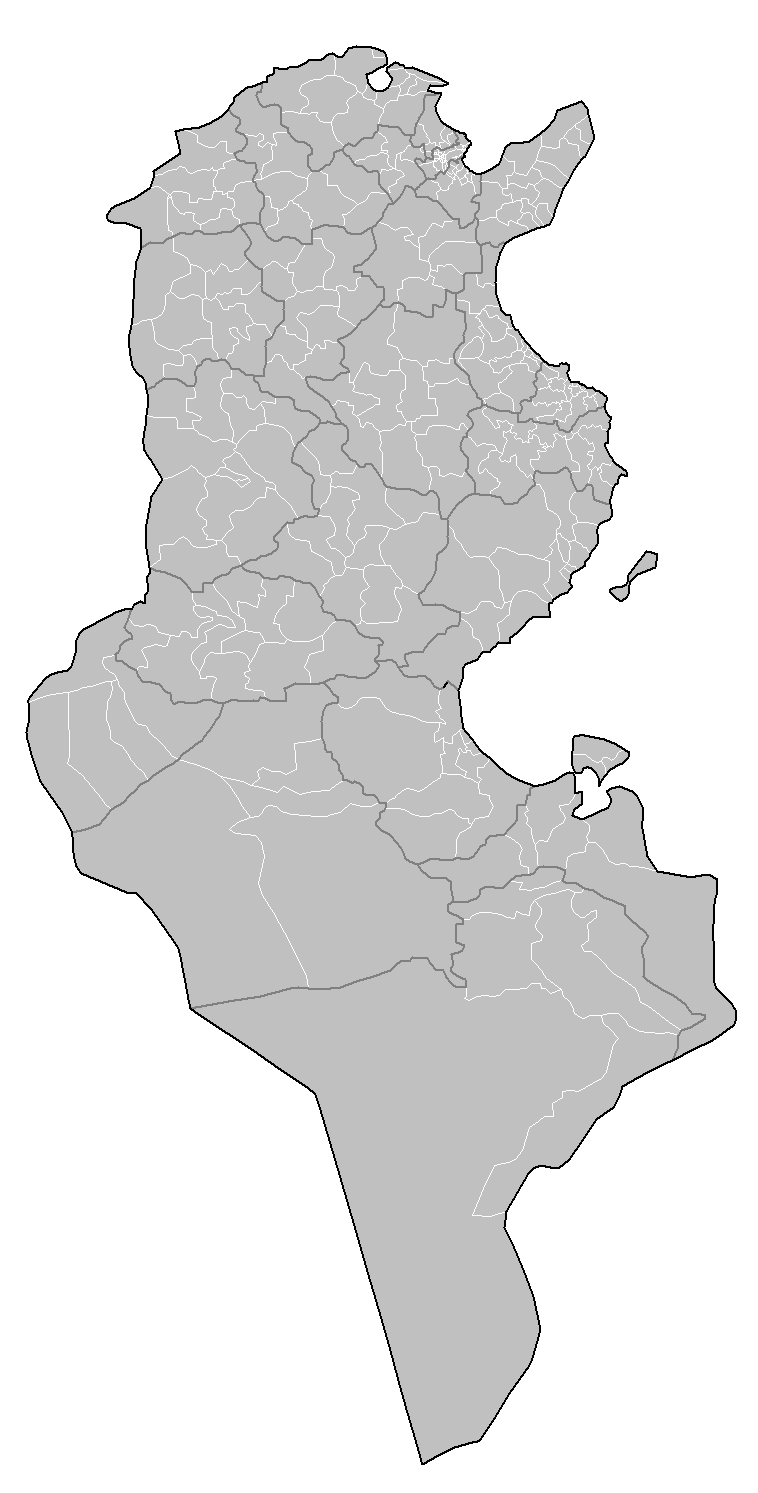
Карта вилайетов и муатамадиятов Туниса

Муатамадият (араб. معتمدية‎, фр. délégation) — округ, административно-территориальная единица в Тунисе, который возглавляет муатамад. Тунис делится на 24 вилайета или провинции, которые делятся на 262 муатамадията. Муатамадияты делятся на 2073 шейхата или района.
Муатамады назначаются министром внутренних дел и подчиняются вали (главе вилайета).